# Matt Penman
Matt Penman (* 1974 in Palmerston North, Manawatu-Wanganui) ist ein neuseeländischer Jazz-Bassist.

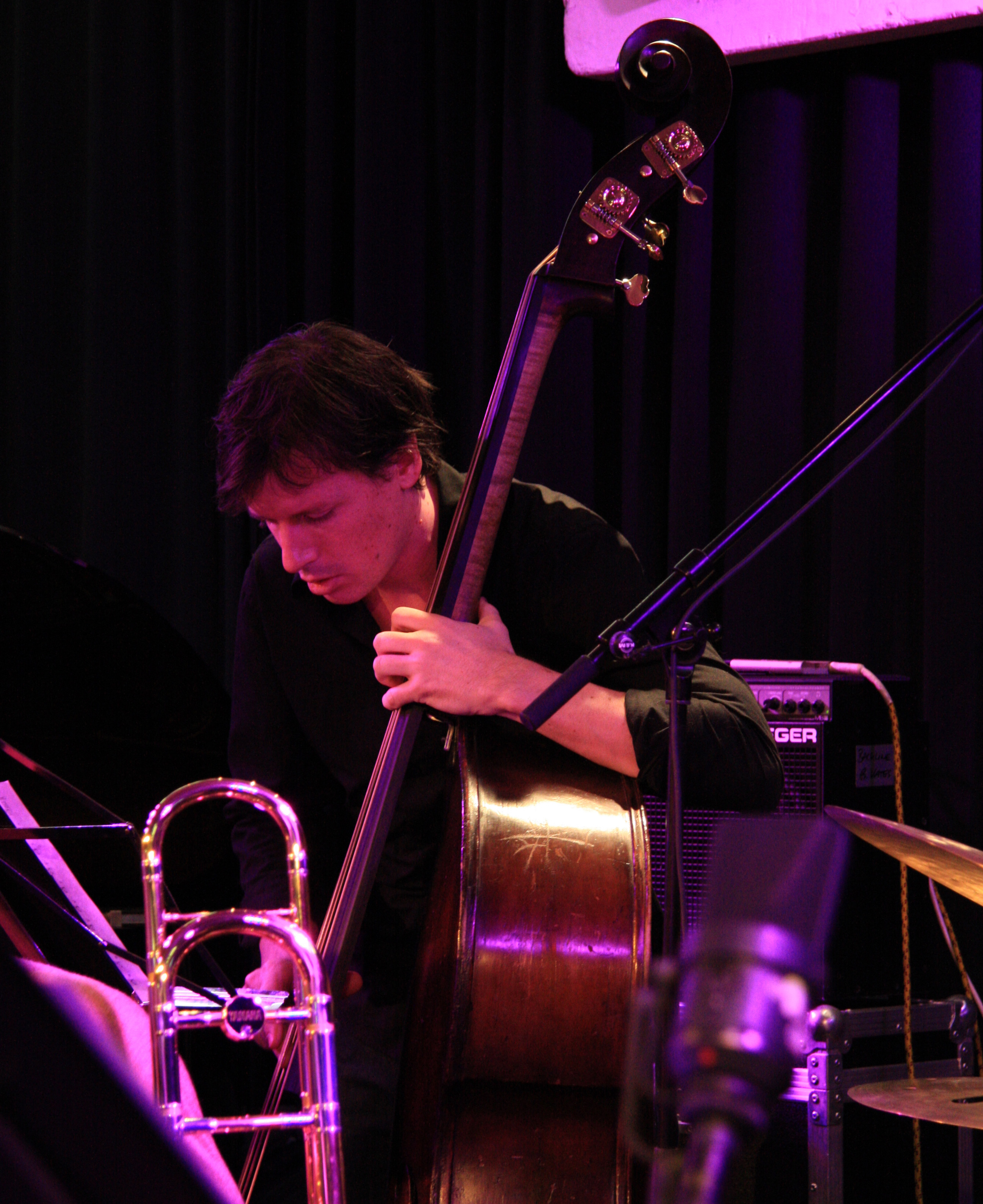
Matt Penman

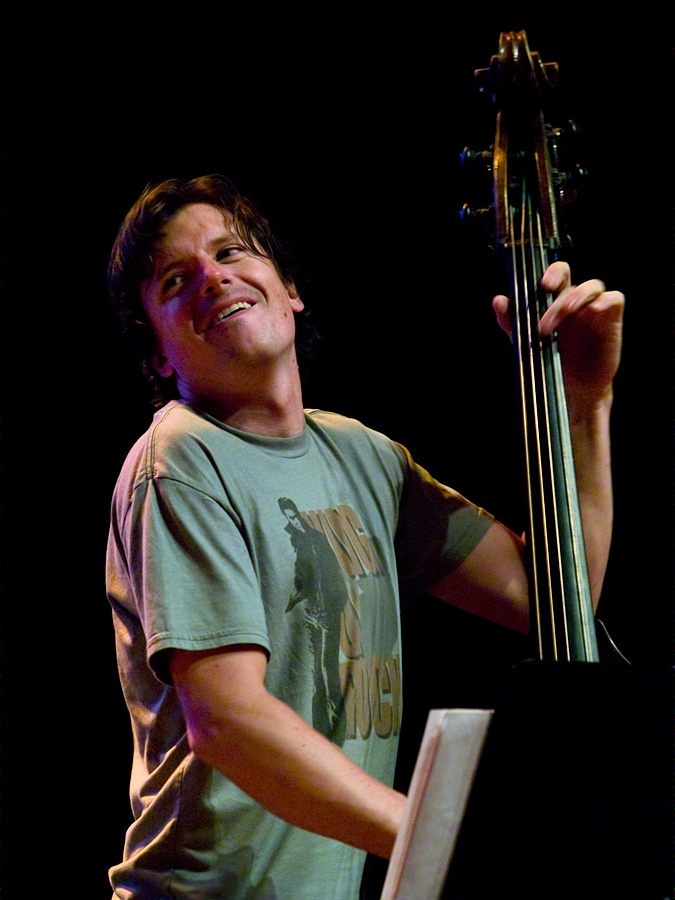
Matt Penman, mœrs festival 2007

## Leben und Wirken
Penman hatte als Kind bei seiner Mutter, einer Klavierlehrerin, klassischen Klavierunterricht. Mit 14 Jahren begann er auf dem Kontrabass. 1994 wurde das Album Urbanism, an dem er als Co-Leader beteiligt war, als New Zealand Jazz Album of the Year nominiert. Er studierte dann mit einem Stipendium ein Jahr am Berklee College of Music in Boston bei Herb Pomeroy und Hal Crook, bevor er sich 1995 in New York City niederließ.
Penman arbeitete u. a. mit Kenny Werner, Wolfgang Muthspiel, Nnenna Freelon, Kurt Rosenwinkel, David Berkman, Guillermo Klein, Mika Pohjola, Peter Bernstein, Sam Yahel und Seamus Blake sowie mit den Bands von Chris Cheek, Ignaz Dinné und Nils Wogram. Live trat er mit dem SFJazz Collective unter Joshua Redman und mit Madeleine Peyroux auf.
1998 veröffentlichte er als Co-Leader das Album Flipside (mit Darren Beckett, Jérôme Sabbagh und Greg Tuohey). 2002 erschien sein erstes eigenes Album Unqiet (mit Jeff Ballard, Chris Cheek, Aaron Goldberg und Kurt Rosenwinkel). 2015 veröffentlichte Pirouet Records das Album Amateur Dentist, das er im Trio mit Ted Poor und Joris Roelofs einspielte. Daneben ist er inzwischen auf mehr als 85 Alben als Sideman zu hören. 2018 leitete er ein Trio mit Shai Maestro und Allison Miller.

## Diskografie (Auswahl)
- 1998 Flipside, Naxos
- 2002 The Unquiet, Fresh Sound
- 2008 Catch of the Day, Fresh Sound
- 2018 Good Question, Sunnyside